# 2007年の日本プロ野球
2007年の日本プロ野球（2007ねんのにほんぷろやきゅう）では、2007年の日本プロ野球（NPB）における動向をまとめる。

## できごと

### 1月
- 1月1日 - インボイスSEIBUドームは「グッドウイルドーム」に改称[1]
- 1月6日 - オリックスの前川勝彦投手が無免許で乗用車を運転し、路上で自転車に乗った女性と接触事故を起こした上現場から逃走したとして、大阪府警南署に業務上過失傷害・道路交通法違反で逮捕された。オリックス球団は7日、前川に無期限謹慎処分を下した。
- 1月17日 - 中日ドラゴンズは新外国人選手のサンティアゴ・ラミレスとフランクリン・グラセスキの入団を発表[2]
- 1月19日 - 広島がビジター用の新ユニホームを発表。胸文字の｢HIROSHIMA｣を筆記体に変更した
- 1月23日
  - プロ野球実行委員会が都内で開かれ、根來泰周コミッショナーの任期が1月末で満了することにつき、同コミッショナーの辞意を尊重し、退任を了承。ただし、後任者がいないことから、当分の間根來はコミッショナー代行として職務を続行することとした
  - プロ野球実行委員会はオリックスの専用球場をスカイマークスタジアムから京セラドーム大阪への変更を承認[1]
- 1月31日 - 阪神が新ユニホームを発表

### 2月
- 2月1日 - 日本プロ野球各球団がキャンプイン
- 2月10日 - 中日はエンリケ・ラミレスとラファエル・クルスと育成選手で契約したことを発表[3]
- 2月16日 - 長嶋茂雄巨人軍終身名誉監督が退院後初めて巨人の宮崎キャンプを視察
- 2月24日 - 日本プロ野球オープン戦開幕
- 2月25日 - 中日は前オリックスの中村紀洋と育成選手で契約したことを発表[4]

### 3月
- 3月6日 - プロ野球実行委員会が都内で開かれ、育成選手の一軍オープン戦出場を認めることになった。これによって中日と育成選手契約を結んだ中村紀洋内野手をはじめとする全育成選手のオープン戦出場が可能になった[1]。また、4月開幕の北信越ベースボールチャレンジリーグ所属選手のプロ野球ドラフト会議における指名については、四国アイランドリーグ所属選手同様に取り扱うこととなった
- 3月9日 - 西武が、ドラフトでの選手獲得のため、アマチュアの2選手に対して、合計1,300万円の金銭を渡していたと公表。球団フロントの異動時にその事実を把握したとして、当該選手の獲得を断念するよう指示したことも明らかにした。また、報道により西武から1,000万円余を受け取ったとされている選手がいたことも発覚

- 3月13日 - 日本プロ野球の12球団代表者会議が都内で開かれた。議題は過去2年間の暫定措置を受けて、今秋からのプロ野球ドラフト会議の内容を決めるものであり、分離方式かつ希望入団枠維持の案が有力視されていたが、西武の裏金問題を受け、ドラフトの方法を白紙に戻して検討しなおすことで意見が一致した
- 3月20日 - 東京ヤクルトスワローズの球団社長に鈴木正が就任[5]
- 3月21日
  - プロ野球の12球団代表者会議が都内で開かれ、プロ野球ドラフト会議の内容について7時間半討議が行なわれたが、「希望入団枠は2008年から撤廃し、今秋のドラフトは前年同様の方式で行う」方向で取りまとめられた。希望入団枠が裏金問題の温床となっていると指摘するアマチュア3団体（日本野球連盟、全日本大学野球連盟、日本高等学校野球連盟）はこの方針に猛反発を示し、プロ側が今秋のドラフトから希望入団枠を撤廃しない場合、ドラフトを拒否する旨を示唆した
  - 元巨人のタフィ・ローズ外野手がオリックスに入団
- 3月22日 - 中日は翌23日付で育成選手の中村紀洋を支配下選手登録することを発表[6]
- 3月24日 - パ・リーグ開幕。西武、オリックスが開幕白星を飾った。千葉マリンで行われた北海道日本ハム対千葉ロッテは、7回途中降雨コールドゲームとなった
- 3月25日 - 千葉ロッテマリーンズが対北海道日本ハムファイターズ戦（千葉マリンスタジアム）に引き分け、NPB史上3度目の開幕から2試合連続引き分け[7]
- 3月28日
  - オリックスの吉田修司が対日本ハム戦でNPB史上78人目の通算500試合登板[8]
  - 西武の裏金問題に端を発したプロ野球ドラフト会議の希望入団枠制度撤廃の可否について、根來泰周コミッショナー代行は、今秋ドラフトから希望入団枠を撤廃し、高校生ドラフトと大学生・社会人ほかドラフトを分離して実施し、1巡目は入札・重複時は抽選、2巡目以降はウェーバー順と逆ウェーバー順を繰り返して実施することを表明した
- 3月30日 - セ・リーグ開幕。中日、広島、巨人が開幕勝利を飾った。読売ジャイアンツ対横浜ベイスターズでは（横浜スタジアム）で先頭打者の巨人の高橋由伸が初球を本塁打、シーズン開幕戦での先頭打者初球本塁打はNPB史上2人目、セ・リーグでは史上初[9][10]。同試合で巨人の小坂誠がNPB史上10人目の通算250犠打[8]、横浜の三浦大輔がNPB史上83人目の通算2000投球回[8]

### 4月
- 4月1日
  - 中日の井端弘和が対ヤクルト戦でNPB史上243人目の通算1000安打[8]
  - ロッテのフリオ・ズレータが対福岡ソフトバンクホークス3回戦でNPB史上6人目となる全球団から本塁打。大阪近鉄バファローズを含む13球団からは史上2人目[11]
- 4月2日 - プロ野球実行委員会はこの年のドラフト会議から希望入団枠を廃止することを正式決定認[1]
- 4月3日 - 西武ライオンズの涌井秀章が対ソフトバンク戦（グッドウィルドーム）でNPB史上12人目の1イニング4奪三振[12]
- 4月4日
  - オリックスのタフィー・ローズが対ロッテ戦でNPB史上28人目の通算1000打点[8]
  - 西武の裏金問題に関して、調査委員会は既に現金供与が判明した東京ガス・木村雄太投手と早大・清水勝仁内野手（退部）のほかに、5選手に対して計6,160万円の金銭が渡っていたことを公表した。また、5選手のほかにも指導者等関係者約170人にも金銭がわたっていたことを明らかにし、その合計は約10億円を超えていたことも明らかにした
- 4月5日 - オリックスのグレッグ・ラロッカが対ロッテ3回戦でNPB史上7人目となる全球団から本塁打[11]
- 4月6日 - 中日の福留孝介が対横浜戦でNPB史上415人目の通算1000試合出場[8]
- 4月10日 - 横浜の村田修一が対ヤクルト戦でNPB史上248人目の通算100本塁打[8]
- 4月11日
  - 巨人の豊田清が対広島東洋カープ戦でNPB史上5人目の通算150セーブ[8]
  - 横浜が、2004年のドラフトにおいて自由獲得枠で日大から入団した那須野巧投手に、5億3000万円の金銭を支払っていたことを公表した
- 4月12日 - 横浜は対ヤクルト戦に2対4で敗れ、開幕戦の敗戦から11試合連続で連勝、敗戦が交互に続く連勝、連敗無し（ヌケヌケ）のNPB新記録[13]
- 4月14日 - 横浜の佐伯貴弘が対阪神タイガース戦でNPB史上149人目の通算1500試合出場[8]。試合は横浜が勝利し13日の同戦に続いて連勝し、NPB新記録としていた開幕からの12試合連続のヌケヌケをストップ[13]
- 4月19日 - ヤクルトの古田敦也が対横浜戦（明治神宮野球場）でNPB史上37人目の通算2000試合出場[5]
- 4月20日 - ソフトバンクは対日本ハム戦（東京ドーム）で10奪三振として、NPBタイ記録の6試合連続2桁奪三振[14]
- 4月21日 - ヤクルトのアレックス・ラミレスが対中日戦（神宮）の5回に吉見一起からNPB史上244人目の通算1000安打[5]
- 4月22日 - 巨人の谷佳知が対阪神戦でNPB史上249人目の通算100本塁打[8]
- 4月24日 - 広島は対中日戦（ナゴヤドーム）にサヨナラ負けし、4月21日の横浜戦からセ・リーグタイ記録の3試合連続サヨナラ敗戦[15]
- 4月26日
  - 巨人の会田有志が対横浜戦（東京ドーム）に1点ビハインドの8回から4番手で登板し、1イニングを無失点に抑えて、チームはその裏に逆転しプロ入り初勝利しNPB史上初の親子で公式戦勝利投手となった（父は元ヤクルトの会田照夫）[16]
  - 中日が、2年目の金本明博投手をウェーバー公示した。球団は育成選手として契約し、同年の年俸は保障するとしている。中村紀洋内野手の支配下登録により、支配下選手が70人と上限に達したことから、空きを作るための措置と見られる。故障や家族の事情等がない選手が4月中にウェーバー公示されるのは異例。これに対して日本プロ野球選手会は「育成選手制度の意義を根底から覆すものである」として抗議
- 4月29日 - ソフトバンクの大村直之が対オリックス戦でNPB史上150人目の通算1500試合出場[8]
- 4月29日 - 西武のアレックス・カブレラが対ロッテ戦でNPB史上50人目の通算250本塁打[8]

### 5月
- 5月1日 - セ・リーグの会長の豊蔵一は4月26日にウエイバー公示された中日の金本明博について、シーズン中に支配下選手から育成選手へ移行する手続きは適切でないとして、公示を撤回[17]
- 5月2日 - 巨人は対中日戦（ナゴヤドーム）で勝利し、1936年の球団創立以来、NPB史上初の球団通算5000勝を達成[18]
- 5月2日 - ウエスタン・リーグのサーパス対広島戦で、サーパスの先発投手の近藤一樹が9回二死まで完全試合としたものの、27人目の打者の會澤翼に頭部へ死球で危険球退場。試合はこの後登板の加藤大輔が中東直己を抑えて近藤と加藤による継投での無安打無得点試合となった[19]
- 5月3日 - ロッテの藤田宗一が対日本ハム戦でNPB史上79人目の通算500試合登板[8]
- 5月6日 - 中日の中村紀洋が対横浜戦でNPB史上151人目の通算1500試合出場[8]
- 5月7日
  - 大阪地裁は元オリックス投手の前川勝彦被告の業務上過失傷害・道路交通法違反事件について、懲役2年、執行猶予4年の有罪判決を下した。無免許の上、ひき逃げを行った点につき悪質と断罪したが、球団から解雇されていること等から社会的制裁を受けているとして執行猶予付きの有罪判決となった
  - 中日は金本明博投手のウェーバー公示手続きを再度行うも、セ・リーグは会長の職権としてこれを却下した。中日はこれを不服としてコミッショナーに提訴する意向を示した（11日、中日球団は「球界に混乱を巻き起こすのは賢明でない」としてコミッショナー提訴を断念した）。セリーグはこの件について8日、中日球団に説明文を送付した
- 5月13日 - 横浜の石井琢朗が対広島戦でNPB史上15人目の通算350盗塁[8]
- 5月16日 - 西武は対ロッテ戦（千葉マリン）で全員からの12奪三振。全員奪三振はパ・リーグ史上9度目[20]
- 5月17日 - オリックスの日高剛が対ソフトバンク戦でNPB史上416人目の通算1000試合出場[8]
- 5月17日 - ヤクルトの石井一久が対中日戦（神宮）の3回裏に小笠原孝からNPB史上48人目の通算1500奪三振[5]
- 5月17日 - 日本ハムの田中幸雄が対東北楽天ゴールデンイーグルス戦でNPB史上35人目の通算2000安打[8]
- 5月18日 - 巨人の二岡智宏が対中日戦でNPB史上417人目の通算1000試合出場[8]
- 5月18日 - 初登板以来NPB史上タイ記録の11連敗中の楽天の松崎伸吾が対ロッテ戦で4回から2番手で登板で、プロ入り初勝利し連敗ストップ[21]
- 5月22日
  - 日本生命プロ野球セ･パ交流戦2007が開幕。
  - 中日は対ロッテ戦（千葉マリン）で毎回の10与四死球（四球9、死球1）。試合は8対3でロッテが勝利[20]
- 5月23日 - 横浜の工藤公康が対西武戦（グッドウィル）で6回4安打無失点の内容で1年ぶりに勝利投手となり、自身のもつセ・リーグ最年長勝利投手記録を更新、44歳での勝利投手はセ・リーグ史上初[22]
- 5月27日
  - 巨人の小笠原道大が対オリックス戦でNPB史上51人目の通算250本塁打[8]
  - 中日の山本昌が対日本ハム戦でNPB史上80人目の通算500試合登板[8]
  - オリックスのタフィ・ローズが対巨人1回戦でNPB史上8人目となる全球団から本塁打[11]
- 5月29日 - 根來泰周コミッショナー代行は、一連の西武球団の不当な金銭供与問題に関し、今秋に行われる高校生ドラフト会議で上位2人の指名権を剥奪し、3000万円の制裁金を科す処分を発表した。1965年に始まった同会議で、コミッショナーの処分として指名権が剥奪されるのは初めて。また、横浜が那須野巧投手を獲得するにあたり5億円余を供与していた問題については、いわゆるスカウト倫理宣言以前の問題であるが、きわめて膨大な額であるとして厳重注意処分とした

### 6月
- 6月2日 - 巨人の二岡智宏が対西武戦でNPB史上245人目の通算1000安打[8]
- 6月3日 - 横浜の金城龍彦が対オリックス戦でNPB史上246人目の通算1000安打[8]
- 6月4日 - プロ野球実行委員会は阪神とオリックスのこの年までの大阪府と兵庫県のダブルフランチャイズをこの年までとして、来季より阪神は兵庫県、オリックスは大阪府で承認[1]
- 6月8日 - 中日はジョー・バレンタインをウエーバー公示にかけたことを発表[23]
- 6月13日 - 横浜の石井琢朗が対日本ハム戦でNPB史上38人目の通算2000試合出場[8]
- 6月14日 - 楽天の山﨑武司が対中日戦でNPB史上152人目の通算1500試合出場[8]
- 6月15日 - ソフトバンクに新外国人選手のジェイソン・スタンリッジが入団[24]
- 6月19日 - 広島の新井貴浩が対日本ハム戦でNPB史上418人目の通算1000試合出場[8]
- 6月19日 - 日本ハムのフェルナンド・セギノールが対広島戦（広島）で3回と6回に右打席でジャレッド・フェルナンデスから、7回に左打席で横山竜士からそれぞれこの日合わせて3本塁打で、NPB新記録の通算7度目の左右打席本塁打を達成[25]
- 6月20日 - ロッテの藤田宗一がパ・リーグ新記録の512試合連続救援登板[7]
- 6月23日 - 日本生命セ・パ交流戦2007は、北海道日本ハムが対阪神第3回戦（甲子園）で延長11回、6-4で勝利し、交流戦初優勝を決めた
- 6月25日 - 千葉ロッテが元オリックス・ホセ・オーティズ内野手の獲得を発表
- 6月27日 - 日本生命セ・パ交流戦2007の最優秀選手に北海道日本ハムのライアン・グリン投手が選ばれた
- 6月29日 - 阪神の球団社長兼オーナー代行の牧田俊洋が退任、後任は専務取締役の南信男が就任[26]
- 6月29日 - ソフトバンク対ロッテ戦（ヤフードーム）は9回二死からソフトバンクの柴原洋が渡辺俊介からサヨナラ本塁打で1対0で勝利、サヨナラ本塁打による1対0はパ・リーグ史上21度目[20]
- 6月30日 - オリックスのタフィー・ローズが対日本ハム戦でNPB史上91人目の通算1500安打[8]

### 7月
- 7月1日 - 巨人の李承燁が対広島戦でNPB史上250人目の通算100本塁打[8]
- 7月1日 - 巨人の谷佳知が対広島戦でNPB史上92人目の通算1500安打[8]
- 7月3日 - オリックスの川越英隆が対ロッテ戦でNPB史上308人目の通算1000投球回[8]
- 7月5日 - 中日の中村紀洋が対広島戦でNPB史上29人目の通算1000打点[8]
- 7月7日 - オリックスの村松有人が対楽天戦でNPB史上153人目の通算1500試合出場[8]
- 7月7日 - 中日の岩瀬仁紀が対阪神戦でNPB史上81人目の通算500試合登板[8]
- 7月10日 - ヤクルトの青木宣親が対広島戦（神宮）の8回裏に青木勇人からNPB史上最速の出場373試合での通算500安打[5]
- 7月11日 - ヤクルトは対広島戦（神宮）で11回裏にアレックス・ラミレスがサヨナラ本塁打で勝利。ヤクルトは球団新記録の1試合8本塁打[5]
- 7月12日 - 横浜の石井琢朗が対中日戦でNPB史上11人目の通算250犠打[8]
- 7月16日 - 中日の井端弘和が対ヤクルト戦でNPB史上419人目の通算1000試合出場[8]
- 7月17日 - ソフトバンクの新垣渚が対日本ハム戦（札幌ドーム）で4回二死二、三塁で小谷野栄一を三振としたものの、ワンバウンドして振り逃げ暴投となり、NPB新記録のシーズン21暴投。なお7回にも小谷野の打席でこの日2個目の暴投で22暴投とした[27]
- 7月18日 - ソフトバンクの小久保裕紀が対日本ハム戦でNPB史上30人目の通算1000打点[8]
- 7月24日 - ヤクルトの宮本慎也が対広島戦でNPB史上5人目の通算300犠打[8]
- 7月24日 - 阪神の鳥谷敬がNPB新記録の遊撃手として340試合連続フルイニング出場[26]
- 7月24日 - 横浜の工藤公康が対巨人戦（東京ドーム）に勝利し、史上6人目の全球団から勝利。2004年に消滅の大阪近鉄バファローズを含めて13球団から勝利は史上初[20]
- 7月25日 - 阪神の赤星憲広が対中日戦でNPB史上26人目の通算300盗塁[8]
- 7月26日 - 巨人対横浜戦（東京ドーム）の1回裏、巨人の先頭打者の高橋由伸がマットホワイトからNPB新記録の9本目の先頭打者本塁打[9]。打たれたマットホワイトはこの試合が初登板で、初登板初打者に本塁打を打たれたのはセ・リーグ史上24人目[20]
- 7月27日 - ヤフードームでのソフトバンク対西武戦は西武が航空機の故障で到着が遅れたため中止。航空機の故障による試合中止は史上初認[1]
- 7月28日 - 横浜の金城龍彦が対阪神戦でNPB史上420人目の通算1000試合出場[8]

### 8月
- 8月1日 - 阪神対ヤクルト戦で阪神の下柳剛がNPB史上158人目の通算1500投球回[8]。阪神の関本健太郎がNPB新記録の二塁手守備機会714機会連続無失策[26]。ヤクルトのアーロン・ガイエルが5回表に1イニング2死球[28]
- 8月2日 - 巨人の二岡智宏が対横浜戦でNPB史上145人目の通算150本塁打[8]
- 8月3日 - ロッテの福浦和也が対日本ハム戦でNPB史上46人目の通算300二塁打[8]
- 8月7日
  - オリックスのタフィー・ローズが対ロッテ戦でNPB史上41人目の通算3000塁打[8]
  - 日本プロ野球のドラフト制度検討委員会が都内で開かれ、新人獲得時の契約金の上限を契約金1億円、出来高払い5千万円の合計1億5千万円とし、違反時には罰則を科すことで合意した。現在も同額が「最高標準額」とされていたが、罰則がなかった。
- 8月8日 - 中日の谷繁元信が対広島戦でNPB史上47人目の通算300二塁打[8]
- 8月10日 - 阪神の金本知憲が対横浜戦でNPB史上21人目の通算3500塁打[8]
- 8月10日 - NPBはソフトバンクのリック・ガトームソンから禁止薬物のフィナステリドが検出されたとして、同選手に20日間の試合出場停止処分と球団に750万円の制裁金を科すことを発表[1]
- 8月12日 - 広島の前田智徳が対ヤクルト戦でNPB史上31人目の通算1000打点[8]
- 8月14日 - 日本ハムの金子誠が対ソフトバンク戦でNPB史上27人目の通算200犠打[8]
- 8月15日 - ロッテのサブローが対西武戦でNPB史上421人目の通算1000試合出場[8]
- 8月16日 - 中日対阪神戦で中日のタイロン・ウッズがNPB史上88人目の通算200本塁打[8]。阪神の岡田彰布が6月8日に続いて、セ・リーグの日本人監督としては初の同一シーズン2度目の退場処分[26]
- 8月17日 - 西武の西口文也が対オリックス戦でNPB史上46人目の通算600試合登板[8]
- 8月17日 - 中日はフランクリン・グラセスキをウエーバー公示にかけたことを発表[29]
- 8月19日 - 巨人対ヤクルト戦（東京ドーム）でヤクルトのアレックス・ラミレスが金刃憲人からNPB史上89人目の通算200本塁打[5].。試合は3対3で迎えた10回裏一死満塁の場面で、巨人の阿部慎之助が館山昌平からサヨナラ満塁本塁打で巨人が勝利[15]
- 8月21日 - 巨人対中日戦で、巨人は中日打線を3安打に抑えるものの、いずれもソロ本塁打となり、1対3で敗戦。被安打3で被本塁打3の失点3はセ・リーグ史上初[28]
- 8月24日 - 中日の立浪和義が対阪神戦でNPB史上32人目の通算1000打点[8]
- 8月26日 - ロッテの小林雅英が自身の記録を更新する7年連続20セーブ[7]
- 8月28日 - オリックスのグレッグ・ラロッカが対ソフトバンク戦でNPB史上251人目の通算100本塁打[8]
- 8月29日 - ロッテの小宮山悟が対西武戦でNPB史上49人目の通算1500奪三振[8]

### 9月
- 9月1日 - 広島の前田智徳が対中日戦（広島）の8回裏久本祐一からNPB史上36人目の通算2000安打。ドラフト4位入団選手では史上初の達成[8][30]
- 9月1日 - 中日の立浪和義が対広島戦でNPB史上22人目の通算3500塁打[8]
- 9月1日 - 楽天のドミンゴ・グスマンが対西武戦（フルキャスト宮城）の4回に3ボークでNPB新記録の1試合4ボーク。ドミンゴは降板し、ベンチに戻る際にボークを宣告した三塁塁審の秋村謙宏に暴言を吐いたとして退場処分。試合は楽天が7対3で勝利[31]
- 9月2日 - オリックスのタフィー・ローズが対ロッテ戦でNPB史上14人目の通算400本塁打[8]
- 9月5日 - ヤクルトの石井一久が対広島戦（神宮）でNPB史上159人目の通算1500投球回[5]
- 9月5日 - 阪神対横浜戦で阪神の桧山進次郎がNPB史上154人目の通算1500試合出場[8]。阪神の岡田彰布がNPB史上6人目の監督通算300勝[26]
- 9月6日 - 中日の川上憲伸が対巨人戦でNPB史上160人目の通算1500投球回[8]
- 9月8日
  - 西武の和田一浩が対日本ハム戦でNPB史上247人目の通算1000安打[8]
  - 北海道日本ハムのトレイ・ヒルマン監督が辞任を表明
- 9月9日 - 巨人の高橋尚成が対阪神戦でNPB史上309人目の通算1000投球回[8]
- 9月9日 - 中日の岩瀬仁紀が対ヤクルト戦でNPB史上6人目の通算150セーブ[8]
- 9月11日 - 楽天の吉岡雄二が対オリックス戦でNPB史上422人目の通算1000試合出場[8]
- 9月12日 - 楽天の河本育之が対オリックス戦でNPB史上82人目の通算500試合登板[8]
- 9月14日 - 阪神の赤星憲広が対中日戦でNPB史上248人目の通算1000安打[8]
- 9月14日 - ヤクルトのアレックス・ラミレスが対横浜戦（横浜）でNPB史上5人目、外国人選手としては初の5年連続100打点。ヤクルトのセス・グライシンガーが勝利投手となり15勝目を挙げるが、来日1年目の外国人選手としては史上4人目[5]
- 9月15日 - ソフトバンクの小久保裕紀が対日本ハム戦でNPB史上94人目の通算1500安打[8]
- 9月15日 - 巨人の小笠原道大が対広島戦でNPB史上93人目の通算1500安打[8]
- 9月15日 - ヤクルトの真中満が対横浜戦（横浜）の8回表に代打で出場し、寺原隼人から内野安打を放ち、NPB新記録のシーズン代打27安打[5]
- 9月16日 - 阪神の矢野輝弘が対中日戦でNPB史上155人目の通算1500試合出場[8]
- 9月16日 -ソフトバンクの馬原孝浩が球団新記録のシーズン36セーブ[24]
- 9月17日 - ヤクルトのアーロン・ガイエルが対中日戦（神宮）で1回裏に山井大介から本塁打を放ち、球団タイ記録の5試合連続本塁打[5]
- 9月17日 - オリックスのグレッグ・ラロッカが対ロッテ戦（京セラドーム）の4回裏1死で、清水直行からNPB新記録のシーズン25死球[32]
- 9月18日 - 西武の西口文也が対オリックス戦でNPB史上84人目の通算2000投球回[8]
- 9月19日 - 広島の佐々岡真司投手が現役引退を表明
- 9月20日 - 東京ヤクルト・古田敦也選手兼監督が辞任表明。現役も引退
- 9月23日 - プロ野球コミッショナー事務局は10月3日に行われる高校生ドラフト会議の入札球団を公示した。裏金問題でコミッショナーから上位2人の指名権を剥奪された西武以外の11球団が1巡目の入札に参加する。大学生・社会人ほかドラフトで1巡目の指名を回避すると与えられる高校生ドラフトでの2巡目指名を行う球団はなく、高校生ドラフトでは1巡目のみ入札・抽選、3巡目はウェーバー順、4巡目は逆ウェーバー順となる。西武は4巡目から指名権を行使できる。
- 9月24日 - 中日の荒木雅博が対巨人戦でNPB史上423人目の通算1000試合出場[8]
- 9月26日 - 中日の中村紀洋が対巨人戦でNPB史上95人目の通算1500安打[8]
- 9月26日 - ヤクルトのアレックス・ラミレスが対広島戦（広島）でセ・リーグタイ記録のシーズン23度目の猛打賞[5]
- 9月26日 - ロッテのクライマックスシリーズ進出が決定[7]
- 9月27日 - ヤクルトのアレックス・ラミレスが対広島戦（広島）で1回表に黒田博樹からシーズン193安打目を放ち、NPB新記録の右打者と外国人選手のシーズン最多安打。この試合でセ・リーグ新記録のシーズン24度めの猛打賞[5]
- 9月27日 - 楽天は対オリックス戦（スカイマーク）に7対4で勝利し、対オリックス戦のシーズン勝ち越しを決め、過去2年パ・リーグ全球団に負け越しの楽天が球団史上初のカード別シーズン勝ち越しとなった[33]
- 9月29日 - 西武の江藤智が対オリックス戦でNPB史上33人目の通算1000打点[8]
- 9月29日 - 日本ハムが対ロッテ戦（千葉マリン）に5対4で勝利し、2年連続のパ・リーグ優勝達成[34]

### 10月
- 10月1日 - 西武の高木浩之が対オリックス戦でNPB史上424人目の通算1000試合出場[8]
- 10月2日
  - 日本ハムの中嶋聡が対楽天戦でNPB史上156人目の通算1500試合出場[8]
  - 巨人は対ヤクルト戦（東京ドーム）に5対4でサヨナラ勝利し、5年ぶり31度目のセ・リーグ優勝達成[18]
  - 9月度の月間MVPが発表され、ヤクルトのアレックス・ラミレスが史上初の3か月連続で受賞[5]
  - ロッテが黒木知宏に戦力外通告[35]。
  - 西武が河原純一、宮越徹、松川誉弘、黒田哲史、内田和也に戦力外通告[36]。
- 10月3日
  - 阪神の久保田智之がNPB新記録のシーズン90試合登板、藤川球児がNPBタイ記録のシーズン46セーブ[26]
  - 高校生ドラフト会議が行われた[37]。西武は裏金問題の表面化により、上位2名の指名権が剥奪された
- 10月4日
  - 楽天の野村克也監督が来季の続投を表明[38]。
  - ロッテが園川一美二軍投手コーチに来季は契約を結ばないことを通告[39]。
  - 日本ハムが鎌倉健と中村渉に戦力外通告[40]。
  - オリックスが吉田修司、妹尾軒作、松村豊司、町豪将、柴田誠也、長田勝に戦力外通告[41]。
  - 巨人が酒井順也、吉川元浩、十川孝富、育成選手の下山学、作田啓一の計5選手に戦力外通告。また、育成選手の芹沢明が退団を申し入れ、了承された[42]。
- 10月5日
  - ヤクルトのアレックス・ラミレスが対横浜戦（横浜）で1回表に三橋直樹からNPB史上3人目、右打者では同初となるシーズン200安打。同一シーズンでの200安打と100打点は同史上初[5]
  - パシフィック・リーグは今シーズンのペナントレース全日程を終了。順位は北海道日本ハム、千葉ロッテ、福岡ソフトバンク、東北楽天、西武、オリックスの順
  - 西武・伊東勤監督が辞任。
- 10月6日 - 広島の嶋重宣が対横浜戦でNPB史上252人目の通算100本塁打[8]
- 10月7日
  - 西武は投手コーチ荒木大輔、バッテリーコーチの植田幸弘の辞任を申し入れを了承されたほか、投手コーチの森山良二、打撃コーチの立花義家、守備走塁コーチの苫篠誠治・清水雅治、守備走塁コーチ補佐の原井和也に対して来季の契約をしないと通告した[43]
  - ヤクルト・古田捕手の引退試合が行われる
- 10月8日 - パ・リーグでクライマックス・パ第1ステージ開幕。
- 10月9日 - セ・リーグは今シーズンのペナントレース全日程を終了。順位は巨人、中日、阪神、横浜、広島、東京ヤクルトの順
- 10月10日
  - ヤクルトが高津臣吾に戦力外通告[44]。
  - 横浜が種田仁に戦力外通告[45]。
  - クライマックス・パ第1ステージで、千葉ロッテが第2ステージ進出を決めた

- 10月11日 - 西武は、伊東前監督の後任に渡辺久信二軍監督の就任を発表
- 10月13日 - セ・リーグでクライマックス・セ第1ステージ開幕。
- 10月14日 - クライマックス・セ第1ステージで、中日が第2ステージ進出を決めた

- 10月18日 - クライマックス・パ第2ステージで、北海道日本ハムが2年連続の日本シリーズ出場を決めた
- 10月19日 - ソフトバンクの田之上慶三郎が現役引退の記者会見[24]
- 10月20日
  - クライマックス・セ第2ステージで、中日が日本シリーズ進出を果たした。これで日本シリーズは北海道日本ハム対中日と2年連続の顔合わせとなった
  - 北海道日本ハムは新監督に元大阪近鉄監督の梨田昌孝の就任を発表
- 10月24日 - ソフトバンクはオリックスの的山哲也を金銭トレードで獲得[24]
- 10月25日 - ヤクルトの新監督に高田繁が就任[5]
- 10月27日 - 日本シリーズの第1戦が札幌ドームで行われ、日本ハムが中日に3対1で勝利、日本ハムのダルビッシュ有が日本プロ野球史上初の先発選手から全員からの13奪三振で完投勝利[46]
- 10月29日 - 中日は樋口龍美、デニー、石川賢、三沢興一、金本明博、鎌田圭司に戦力外通告したことを発表[47]
- 10月31日 - 中日はトレーニングコーチの仁村薫の退団を発表[48]

### 11月
- 11月1日
  - 日本ハムがフェルナンド・セギノールと来季の契約を結ばないことを発表[49]。また、白井一幸ヘッド兼内野守備コーチと来季のコーチ契約を結ばないことを発表[50]。
  - 日本シリーズ第5戦（ナゴヤドーム）が行われ、中日が日本ハムに1対0で勝利し4勝1敗で日本シリーズ優勝達成。53年ぶりの日本一になる。この試合で中日の山井大介と岩瀬仁紀による継投での完全試合を達成。日本ハムの先発のダルビッシュ有はこの試合を11奪三振で、史上初の同一シリーズ2度の2桁奪三振。2桁奪三振の敗戦投手は史上2度目[46]

- 11月2日 - 中日は渡邉博幸に戦力外通告したことを発表[51]
- 11月5日 - 中日は笘篠誠治とコーチの契約を結んだことを発表[52]
- 11月7日 - 前ロッテ・藤田宗一投手が巨人へ移籍
- 11月9日 - ロッテがマット・ワトソンと来季の契約を結ばないことを発表[53]。
- 11月12日 - 阪神・アンディ・シーツ内野手の退団が決定。後日、現役引退を明らかにした
- 11月13日 - 正力松太郎賞に中日の監督の落合博満が選出[54]
- 11月14日 - プロ野球・オーナー会議が開かれ、西武ライオンズの球団名称を2008年から「埼玉西武ライオンズ」とすることが了承された。また、クライマックスシリーズの開催時期をセパで統一することを提言。さらに、コミッショナー、セ・リーグ、パ・リーグの各事務局を翌年から統合することが確認された
- 11月16日 - ヤクルトがアレックス・ラミレスの退団を発表。単年契約を主張する球団側と複数年契約を希望するラミレス側代理人とで交渉が決裂[55]。
- 11月19日 - 大学、社会人ドラフト会議が行われた[56]
- 11月21日 - 広島からFA宣言した新井貴浩内野手の阪神入りが決定
- 11月26日
  - 吉川元浩が育成選手でソフトバンクに入団[24]
  - 阪神・濱中治外野手とオリックス・平野恵一内野手、阿部健太投手の1対2の交換トレードが成立

### 12月
- 12月5日 - 横浜を自由契約になっていたマーク・クルーン投手が巨人入り
- 12月8日 - ソフトバンクは新外国人選手のマイケル・レストビッチの獲得を発表[24]
- 12月9日 - 西武からFAの和田一浩が中日と契約合意[57]
- 12月11日
  - ソフトバンクは宮地克彦の育成コーチへの就任を発表[24]
  - ヤクルトを自由契約になっていたセス・グライシンガー投手が巨人入り
- 12月12日
  - 中日は以下の選手の背番号の変更を発表。陳偉殷が201から21、ラファエル・クルスが94から42、小田幸平が26から28、田中大輔が28から22、堂上直倫が24から1、藤井淳志が22から4、英智が57から24。また西武からFAで入団の和田一浩の背番号は5と発表された[58]
  - ロッテから戦力外通告を受けた黒木知宏が今季限りでの現役引退を表明[59]。
  - 広島が新外国人選手としてオークランド・アスレチックスのコルビー・ルイスと今季AAA級でプレーしたベン・コズロースキー、マイク・シュルツの3選手の獲得を発表[60]。
- 12月14日 - FA宣言していた前楽天の福盛和男がテキサス・レンジャースに入団したことを発表[61]。
- 12月17日
  - FA宣言していた前広島の黒田博樹がロサンゼルス・ドジャースに入団したことを発表[62]。
  - 横浜の古木克明とオリックスの大西宏明の交換トレードが両球団から発表された[63]。
- 12月22日 - 西武は、労働者派遣法違反により厚生労働省から事業停止命令を受ける見通しとなったことを受け、グッドウィル社から同球団の二軍チームと一軍本拠地（西武ドーム）の命名権契約の解約申し入れがあったことを発表した。
- 12月25日
  - 中日の春田剛が球団に任意引退を申し出て、了承され公示された[64]
  - 巨人がサンディエゴ・パドレス傘下AAA級ポートランドのエイドリアン・バーンサイドの獲得を発表[65]。
  - ヤクルトが斗山ベアーズのダニエル・リオスの獲得を発表[66]。
- 12月29日 - ヤクルトを退団したアレックス・ラミレス外野手の巨人入りが決定。背番号は5[67]。これによりルイス・ゴンザレスの背番号が5から49に変更となり、新加入するエイドリアン・バーンサイドの背番号が31に決定した[68]。

## 競技結果

### ペナントレース
本年度より両リーグとも、レギュラーシーズンは144試合制（同一リーグと24回総当たり・120試合、交流戦4回総当たり・24試合）に統一し、優勝表彰はレギュラーシーズンの成績のみで決定する方式となった。またこの年から上位3チームずつによるクライマックスシリーズが開始されたが、同大会の優勝はリーグ優勝とは別枠で表彰する。
| 順位 | 球団                   | 勝 | 敗 | 分 | 勝率 | 差   |
| 1位  | 読売ジャイアンツ       | 80 | 63 | 1  | .559 | 優勝 |
| 2位  | 中日ドラゴンズ         | 78 | 64 | 2  | .549 | 1.5  |
| 3位  | 阪神タイガース         | 74 | 66 | 4  | .529 | 4.5  |
| 4位  | 横浜ベイスターズ       | 71 | 72 | 1  | .497 | 9.0  |
| 5位  | 広島東洋カープ         | 60 | 82 | 2  | .423 | 19.5 |
| 6位  | 東京ヤクルトスワローズ | 60 | 84 | 0  | .417 | 20.5 |

| 順位 | 球団                         | 勝 | 敗 | 分 | 勝率 | 差   |
| 1位  | 北海道日本ハムファイターズ   | 79 | 60 | 5  | .568 | 優勝 |
| 2位  | 千葉ロッテマリーンズ         | 76 | 61 | 7  | .555 | 2.0  |
| 3位  | 福岡ソフトバンクホークス     | 73 | 66 | 5  | .525 | 6.0  |
| 4位  | 東北楽天ゴールデンイーグルス | 67 | 75 | 2  | .472 | 13.5 |
| 5位  | 西武ライオンズ               | 66 | 76 | 2  | .465 | 14.5 |
| 6位  | オリックス・バファローズ     | 62 | 77 | 5  | .446 | 17.0 |

### 交流戦
| 順位 | 球団                         | 勝 | 敗 | 分 | 勝率 | 差   |
| 1位  | 北海道日本ハムファイターズ   | 18 | 5  | 1  | .783 | 優勝 |
| 2位  | 読売ジャイアンツ             | 15 | 9  | 0  | .625 | 3.5  |
| 3位  | 横浜ベイスターズ             | 14 | 9  | 1  | .609 | 4.0  |
| 4位  | 千葉ロッテマリーンズ         | 13 | 10 | 1  | .565 | 5.0  |
| 5位  | 中日ドラゴンズ               | 12 | 11 | 1  | .522 | 6.0  |
| 6位  | オリックス・バファローズ     | 12 | 11 | 1  | .522 | 6.0  |
| 7位  | 東北楽天ゴールデンイーグルス | 11 | 12 | 1  | .478 | 7.0  |
| 8位  | 東京ヤクルトスワローズ       | 11 | 13 | 0  | .458 | 7.5  |
| 9位  | 福岡ソフトバンクホークス     | 11 | 13 | 0  | .458 | 7.5  |
| 10位 | 阪神タイガース               | 9  | 14 | 1  | .391 | 9.0  |
| 11位 | 西武ライオンズ               | 9  | 15 | 0  | .375 | 9.5  |
| 12位 | 広島東洋カープ               | 5  | 18 | 1  | .217 | 13.0 |

- 同率の場合は前年の順位で上位のチームが上位にランクされる

### クライマックスシリーズ

#### 第1ステージ
| 日付                 | 試合  | ビジター球団（先攻） | スコア | ホーム球団（後攻） | 開催球場     |
| 10月13日（土）       | 第1戦 | 阪神タイガース       | 0 - 7  | 中日ドラゴンズ     | ナゴヤドーム |
| 10月14日（日）       | 第2戦 | 阪神タイガース       | 3 - 5  | 中日ドラゴンズ     | ナゴヤドーム |
| 勝者：中日ドラゴンズ |       |                      |        |                    |              |

| 日付                       | 試合  | ビジター球団（先攻）     | スコア | ホーム球団（後攻）   | 開催球場             |
| 10月7日（日）              | 第1戦 | 福岡ソフトバンクホークス | 8 - 4  | 千葉ロッテマリーンズ | 千葉マリンスタジアム |
| 10月8日（月）              | 第2戦 | 福岡ソフトバンクホークス | 8 - 3  | 千葉ロッテマリーンズ | 千葉マリンスタジアム |
| 10月9日（火）              | 第3戦 | 福岡ソフトバンクホークス | 0 - 4  | 千葉ロッテマリーンズ | 千葉マリンスタジアム |
| 勝者：千葉ロッテマリーンズ |       |                          |        |                      |                      |

#### 第2ステージ
| 日付                 | 試合  | ビジター球団（先攻） | スコア | ホーム球団（後攻） | 開催球場   |
| 10月18日（木）       | 第1戦 | 中日ドラゴンズ       | 5 - 2  | 読売ジャイアンツ   | 東京ドーム |
| 10月19日（金）       | 第2戦 | 中日ドラゴンズ       | 7 - 4  | 読売ジャイアンツ   | 東京ドーム |
| 10月20日（土）       | 第3戦 | 中日ドラゴンズ       | 4 - 2  | 読売ジャイアンツ   | 東京ドーム |
| 勝者：中日ドラゴンズ |       |                      |        |                    |            |

| 日付                             | 試合   | ビジター球団（先攻） | スコア | ホーム球団（後攻）         | 開催球場   |
| 10月13日（土）                   | 第1戦  | 千葉ロッテマリーンズ | 2 - 5  | 北海道日本ハムファイターズ | 札幌ドーム |
| 10月14日（日）                   | 第2戦  | 千葉ロッテマリーンズ | 8 - 1  | 北海道日本ハムファイターズ | 札幌ドーム |
| 10月15日（月）                   | 第3戦  | 千葉ロッテマリーンズ | 0 - 7  | 北海道日本ハムファイターズ | 札幌ドーム |
| 10月16日（火）                   | 第4戦  | 千葉ロッテマリーンズ | 5 - 1  | 北海道日本ハムファイターズ | 札幌ドーム |
| 10月17日（水）                   | 休養日 | 休養日               | 休養日 | 休養日                     | 札幌ドーム |
| 10月18日（木）                   | 第5戦  | 千葉ロッテマリーンズ | 2 - 6  | 北海道日本ハムファイターズ | 札幌ドーム |
| 勝者：北海道日本ハムファイターズ |        |                      |        |                            |            |

### 日本シリーズ
| 日付                                  | 試合   | ビジター球団（先攻）       | スコア | ホーム球団（後攻）         | 開催球場     |
| ------------------------------------- | ------ | -------------------------- | ------ | -------------------------- | ------------ |
| 10月27日（土）                        | 第1戦  | 中日ドラゴンズ             | 1 - 3  | 北海道日本ハムファイターズ | 札幌ドーム   |
| 10月28日（日）                        | 第2戦  | 中日ドラゴンズ             | 8 - 1  | 北海道日本ハムファイターズ | 札幌ドーム   |
| 10月29日（月）                        | 移動日 | 移動日                     | 移動日 | 移動日                     | 移動日       |
| 10月30日（火）                        | 第3戦  | 北海道日本ハムファイターズ | 1 - 9  | 中日ドラゴンズ             | ナゴヤドーム |
| 10月31日（水）                        | 第4戦  | 北海道日本ハムファイターズ | 2 - 4  | 中日ドラゴンズ             | ナゴヤドーム |
| 11月1日（木）                         | 第5戦  | 北海道日本ハムファイターズ | 0 - 1  | 中日ドラゴンズ             | ナゴヤドーム |
| 優勝：中日ドラゴンズ（53年ぶり2回目） |        |                            |        |                            |              |

### 個人タイトル
|              | セントラル・リーグ   | セントラル・リーグ | セントラル・リーグ | パシフィック・リーグ | パシフィック・リーグ | パシフィック・リーグ |
| ------------ | -------------------- | ------------------ | ------------------ | -------------------- | -------------------- | -------------------- |
| 最優秀選手   | 小笠原 道大          | 巨人               |                    | ダルビッシュ 有      | 日本ハム             |                      |
| 最優秀新人   | 上園 啓史            | 阪神               |                    | 田中 将大            | 楽天                 |                      |
| 首位打者     | 青木 宣親            | ヤクルト           | .346               | 稲葉 篤紀            | 日本ハム             | .334                 |
| 本塁打王     | 村田 修一            | 横浜               | 36本               | 山﨑 武司            | 楽天                 | 43本                 |
| 打点王       | アレックス・ラミレス | ヤクルト           | 122点              | 山﨑 武司            | 楽天                 | 108点                |
| 最多安打     | アレックス・ラミレス | ヤクルト           | 204本              | 稲葉 篤紀            | 日本ハム             | 176本                |
| 盗塁王       | 荒木 雅博            | 中日               | 31個               | 片岡 易之            | 西武                 | 38個                 |
| 最高出塁率   | 青木 宣親            | ヤクルト           | .434               | タフィ・ローズ       | オリックス           | .403                 |
| 最優秀防御率 | 高橋 尚成            | 巨人               | 2.75               | 成瀬 善久            | ロッテ               | 1.81                 |
| 最多勝利     | セス・グライシンガー | ヤクルト           | 16勝               | 涌井 秀章            | 西武                 | 17勝                 |
| 最多奪三振   | 内海 哲也            | 巨人               | 180個              | ダルビッシュ 有      | 日本ハム             | 210個                |
| 最高勝率     | 高橋 尚成            | 巨人               | .778               | 成瀬 善久            | ロッテ               | .941                 |
| 最多セーブ   | 藤川 球児            | 阪神               | 46S                | 馬原 孝浩            | ソフトバンク         | 38S                  |
| 最優秀中継ぎ | 久保田 智之          | 阪神               | 55HP               | 薮田 安彦            | ロッテ               | 34HP                 |

### 表彰選手

#### ベストナイン
|          | セントラル・リーグ   | セントラル・リーグ | パシフィック・リーグ | パシフィック・リーグ |
| -------- | -------------------- | ------------------ | -------------------- | -------------------- |
| 投手     | 高橋 尚成            | 巨人               | ダルビッシュ 有      | 日本ハム             |
| 捕手     | 阿部 慎之助          | 巨人               | 里崎 智也            | ロッテ               |
| 一塁手   | タイロン・ウッズ     | 中日               | アレックス・カブレラ | 西武                 |
| 二塁手   | 田中 浩康            | ヤクルト           | 田中 賢介            | 日本ハム             |
| 三塁手   | 小笠原 道大          | 巨人               | グレッグ・ラロッカ   | オリックス           |
| 遊撃手   | 井端 弘和            | 中日               | TSUYOSHI             | ロッテ               |
| 外野手   | 青木 宣親            | ヤクルト           | 稲葉 篤紀            | 日本ハム             |
| 外野手   | アレックス・ラミレス | ヤクルト           | 森本 稀哲            | 日本ハム             |
| 外野手   | 高橋 由伸            | 巨人               | 大村 直之            | ソフトバンク         |
| 指名打者 |                      |                    | 山﨑 武司            | 楽天                 |

#### ゴールデングラブ賞
|        | セントラル・リーグ | セントラル・リーグ | パシフィック・リーグ | パシフィック・リーグ |
| ------ | ------------------ | ------------------ | -------------------- | -------------------- |
| 投手   | 川上 憲伸          | 中日               | ダルビッシュ 有      | 日本ハム             |
| 捕手   | 谷繁 元信          | 中日               | 里崎 智也            | ロッテ               |
| 一塁手 | アンディ・シーツ   | 阪神               | 福浦 和也            | ロッテ               |
| 二塁手 | 荒木 雅博          | 中日               | 田中 賢介            | 日本ハム             |
| 三塁手 | 中村 紀洋          | 中日               | 今江 敏晃            | ロッテ               |
| 遊撃手 | 井端 弘和          | 中日               | TSUYOSHI             | ロッテ               |
| 外野手 | 青木 宣親          | ヤクルト           | 森本 稀哲            | 日本ハム             |
| 外野手 | 高橋 由伸          | 巨人               | 稲葉 篤紀            | 日本ハム             |
| 外野手 | 金城 龍彦          | 横浜               | サブロー             | ロッテ               |

### ファーム

#### ファーム日本選手権
9月29日・山形県野球場
- 中日　7－2　巨人 （中日は3年ぶり4回目のファーム日本一）
- MVP
  - 吉見 一起投手（中日）

#### ペナントレース
|      | イースタン・リーグ（3月24日 - 9月24日） | イースタン・リーグ（3月24日 - 9月24日） | イースタン・リーグ（3月24日 - 9月24日） | イースタン・リーグ（3月24日 - 9月24日） | イースタン・リーグ（3月24日 - 9月24日） | イースタン・リーグ（3月24日 - 9月24日） | ウエスタン・リーグ（3月24日 - 9月26日） | ウエスタン・リーグ（3月24日 - 9月26日） | ウエスタン・リーグ（3月24日 - 9月26日） | ウエスタン・リーグ（3月24日 - 9月26日） | ウエスタン・リーグ（3月24日 - 9月26日） | ウエスタン・リーグ（3月24日 - 9月26日） |
| 順位 | 球団                                    | 勝利                                    | 敗戦                                    | 引分                                    | 勝率                                    | ゲーム差                                | 球団                                    | 勝利                                    | 敗戦                                    | 引分                                    | 勝率                                    | ゲーム差                                |
| ---- | --------------------------------------- | --------------------------------------- | --------------------------------------- | --------------------------------------- | --------------------------------------- | --------------------------------------- | --------------------------------------- | --------------------------------------- | --------------------------------------- | --------------------------------------- | --------------------------------------- | --------------------------------------- |
| 優勝 | 巨人                                    | 53                                      | 40                                      | 3                                       | .570                                    | -                                       | 中日                                    | 49                                      | 31                                      | 8                                       | .613                                    | -                                       |
| 2位  | 日本ハム                                | 52                                      | 41                                      | 3                                       | .559                                    | 1.0                                     | 阪神                                    | 45                                      | 34                                      | 9                                       | .570                                    | 3.5                                     |
| 3位  | 湘南                                    | 51                                      | 42                                      | 3                                       | .548                                    | 1.0                                     | サーパス                                | 39                                      | 39                                      | 10                                      | .500                                    | 5.5                                     |
| 4位  | ヤクルト                                | 47                                      | 45                                      | 4                                       | .511                                    | 3.5                                     | ソフトバンク                            | 38                                      | 44                                      | 6                                       | .463                                    | 3.0                                     |
| 5位  | 楽天                                    | 46                                      | 46                                      | 4                                       | .500                                    | 1.0                                     | 広島                                    | 28                                      | 51                                      | 9                                       | .354                                    | 8.5                                     |
| 6位  | グッドウィル                            | 44                                      | 51                                      | 1                                       | .463                                    | 3.5                                     |                                         |                                         |                                         |                                         |                                         |                                         |
| 7位  | ロッテ                                  | 31                                      | 59                                      | 6                                       | .344                                    | 10.5                                    |                                         |                                         |                                         |                                         |                                         |                                         |

#### フレッシュオールスターゲーム
7月19日・松山
- オールウエスタン　1－0　オールイースタン
- MVP
  - 中東 直己外野手（広島）